# Simulium tsheburovae
Simulium tsheburovae är en tvåvingeart som först beskrevs av Rubtsov 1956.  Simulium tsheburovae ingår i släktet Simulium och familjen knott. Det är osäkert om arten förekommer i Sverige. Inga underarter finns listade i Catalogue of Life.